# Balık ekmek
Balık ekmek – rodzaj tureckiego street food'u w postaci kanapki z grillowaną lub smażoną na patelni rybą (zwykle witlinkiem lub makrelą), posypana garścią cebuli, sałaty i pietruszki, doprawiona dużą ilością ziół, przypraw, soli i skropiona cytryną, podawana w grubych kromkach chleba.  

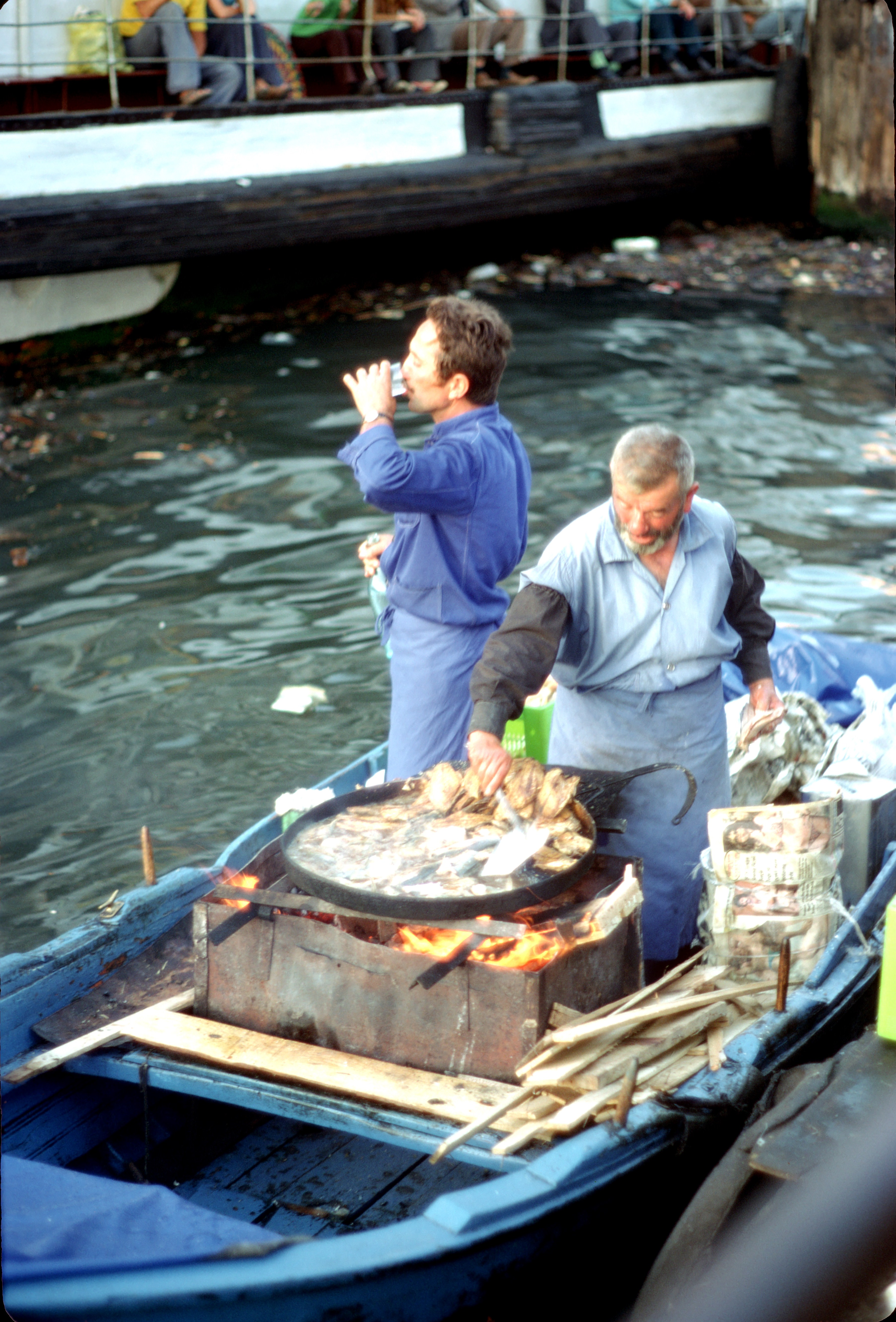
Balik ekmek przygotowywane i sprzedawane na łodziach na molo Eminönü w dzielnicy Fatih w Stambule.

Typowymi miejscami, w których można zjeść balık ekmek w Turcji, są na ogół miasta nadmorskie, zwłaszcza Stambuł. 
Według stambulskiej historii, od 1800 roku łowiono tu ryby, gotowano je na pokładzie i sprzedawano w kanapkach. 

## Etymologia
Nazwa jest połączeniem dwóch tureckich słów balık (ryba) i ekmek (chleb).